# Псезуапе (шхуна)
«Псезуапе́» — парусно-винтовая шхуна, а затем транспорт Черноморского флота Российской империи, находившийся в составе флота с 1857 по 1910 год. Во время несения службы использовалась в качестве стационера, крейсерского и брандвахтенного судна, принимала участие в русско-турецкой войне 1877—1878 годов и выходила в плавания в Средиземное море. В 1864 и 1875 годах подвергалась капитальному ремонту. После исключения из списков судов Черноморского флота транспорт использовался в качестве «Детского приюта-корабля Цесаревича Алексея», а во время Гражданской войны находился в составе Белого флота и покинул Россию во время эвакуации Русской армии Врангеля из Крыма.

## Описание судна
Парусно-винтовая двухмачтовая шхуна с железным корпусом, водоизмещение судна по сведениям из различных источников составляло от 335 до 445 тонн, длина — 38,8 метра, ширина — 6,1 метра, а осадка от 2,97 до 3,3 метра. На судне была установлена одна горизонтальная двухцилиндровая паровая машина простого расширения мощностью 60 номинальных лошадиных сил, один железный паровой котёл и механизмы низкого давления производства фирмы François Bourdon et Cie в Марселе. В качестве движителя использовался один трёхлопастный гребной винт и косое парусное вооружение. На испытаниях 22 сентября (4 октября) 1856 года шхуна по скорость 8,7 узлов, однако её максимальная скорость могла достигать 9,5 узлов. Полного запасу угля на шхуне в 50 тонн хватало на 7,75 суток автономного плавания.
Первоначальное вооружение судна состояло из четырёх 12-фунтовых карронад, c 1872 года на шхуне были установлены две 3-фунтовые медные пушки, в 1876—1877 годах вооружение было усилено двумя 87-миллиметровыми нарезными орудиями, с 1880 по 1882 год — две 87-миллиметровые стальные пушки образца 1867 года, В 1892 году на судне было оставлено только два 87-миллиметровых орудия, а в 1902 году её вооружение было заменено на две 47 миллиметровых револьверных и две 37-миллиметровых одноствольных пушки Гочкиса. Шхуна, как и многие суда того времени, получила название по географическим объектам Кавказа, Псезуапе — тогдашнее название реки Псезуапсе.
Экипаж шхуны состоял из 52 человек, включая 7 офицеров.

## История службы
31 января (12 февраля) 1857 года Военным ведомством Российской империи во Франции была заказана парусно-винтовая шхуна, которую планировалась использовать для нужд Отдельного Кавказского корпуса. 23 марта (4 апреля) 1857 года шхуна была заложена на верфи Forges et chantiers de la Méditerranée в Ла-Сен, 29 июня (11 июля) 1857 года она была спущена на воду, 23 июля (4 августа) 1857 года получила наименование «Псезуапе», а 2 (14) декабря 1857 года была передана Морскому ведомству и включена в состав Черноморской флотилии России. Строительство вёл кораблестроитель Верлок. За постройкой шхуны на верфи наблюдал лейтенант В. П. Шмидт, ставший её первым командиром после спуска на воду.
С 1858 по 1860 год шхуна принимала участие в действиях армии и флота по колонизации Кавказа, в том числе в крейсерских плаваниях. 28 апреля (10 мая) 1858 года участвовала в захвате Константиновского укрепления. В кампанию 1859 года 8 (20) апреля, взяв на буксир 4 баркаса и десант в 250 человек, была направлена в Геленджик, где на следующий день 9 (21) апреля десант был высажен, а также уничтожена неприятельская кочерма и сделан 51 выстрел по скоплениям горцев на берегу. В кампанию 1860 года конвоировала отряд по дороге из Кабардинского укрепления в Константиновское, по дороге бомбардируя встречавшиеся отряды горцев на берегу гранатами.  
С сентября 1861 года по октябрь 1862 года входила в состав эскадры под общим командованием контр-адмирала И. А. Шестакова, совершавшей плавания в Средиземном море. С 1863 года вновь принимала участие в крейсерских плаваниях у восточных берегов Чёрного моря, а также несла брандвахтенную службу в кавказских и крымских портах. В кампанию 1864 года шхуне находилась на ремонте в Николаеве, во время ремонта были капитально отремонтированы её механизмы. В кампании с 1865 по 1867 год ежегодно выходила в плавания к кавказским берегам Чёрного моря, в 1865 году также по Дунаю, а в 1866 году совершила заграничное плавание. В 1868 году также принимала участие в плаваниях в Чёрном море. С июня 1869 года по август 1870 года вновь выходила в плавания в Средиземном море, а также занимала пост стационера в Пирее;;. В 1870 году также выходила в плавания между азовскими и черноморскими портами.
1 (13) октября 1871 года шхуна была включена в состав Черноморского флота России, в том же и следующем 1872 году совершала плавания в Чёрном море. В 1873 году принимала участие в экспедиции, целью которой было установление хронометрической связи турецких портов Чёрного моря с Севастополем. В кампанию 1874 года находилась в заграничном плавании. С августа 1875 года по ноябрь 1876 года в очередной раз выходила в плавания в Средиземное море и использовалась в качестве стационера в Пирее. Зимой 1876—1877 годов подверглась капитальному ремонту в Николаеве, во время которого на шхуну были установлены новые котлы и дополнительное вооружение.
Принимала участие в русско-турецкой войне 1877—1878 годов, кампанию 1877 года шхуна начала в Николаеве, однако 31 марта (12 апреля) 1877 года перешла в Новороссийск для несения службы в качестве стационера. 8 (20) апреля 1877 года перешла из Новороссийска в Керчь и 17 (29) апреля 1877 года была включена в Отряд военных судов в Керчи, находившийся в Морской части Керченской обороны. Во время ведения военных действий находилась в Керчь-Еникальском канале, где несла брандвахтенную службы у минных заграждений. После войны 6 (18) июня 1878 года вернулась из Керчи в Николаев, однако вскоре вновь ушла на станцию в Новороссийск. В кампанию 1879 года выходила в плавания в Чёрное море. 
С июля 1880 года по ноябрь 1881 года вновь находилась в плавании в Средиземном море и занимала пост стационера в Пирее. После этого несла службу на станции в Батуми, а с июля 1883 года по август 1884 года ушла в очередное плавание в Средиземном море, чтобы нести службу стационера в Пирее. В кампанию 1885 года на шхуну в Николаевском адмиралтействе был установлен исправленный котёл, снятый с поповки «Вице-адмирал Попов». В кампании 1886 и 1887 годов несла службу на станции в Галаце, с мая 1888 года по июнь 1890 года — в Константинополе, а с 1891 до 1902 года — опять в Галаце. Помимо этого в указанное время шхуна периодически включалась в состав практических эскадр в Средиземном и Чёрном морях. Во время службы в Галаце 1 (13) февраля 1892 года шхуна была переклассифицирована в транспорт. В кампанию 1889 года командир шхуны капитан 2-го ранга В. А. Баркарев был награждён орденом Святого Владимира IV степени с бантом за 25 лет выслуги и 8 кампаний, а в кампанию 1890 года — турецким орденом Меджидие III степени. 6 (18) декабря 1894 года командир транспорта капитан 2-го ранга Е. П. Рогуля был награждён орденом Святой Анны II степени. В кампанию 1903 года находился в плавании в Чёрном море, а также совершил заграничное плавание.
В связи с тем, что транспорт «Псезуапе» был непригоден к дальнейшему несению службы в составе флота, 20 апреля (3 мая) 1908 года он был отчислен к порту в Севастополе, в июле того же года передан Севастопольскому городскому попечительству детских приютов и переоборудован в плавучую школу для осиротевших детей, а 18 (31) марта 1910 года исключён из списков судов флота.
С 1912 года перестроенный транспорт назывался «Детский приют-корабль Цесаревича Алексея». Во время Гражданской войны транспорт был восстановлен в составе Белого флота и 13 (26) ноября 1920 года ушёл из Севастополя в Константинополь  во время эвакуации Русской армии Врангеля из Крыма, судно входило в состав 4-го отряда эскадры. В январе следующего 1921 года транспорт был передан в аренду РОПиТу, однако вследствие плачевного состояния брошен на острове Милос и впоследствии 19 февраля (4 марта) 1923 года продан на слом.

## Командиры шхуны
Командирами парусно-винтовой шхуны, а затем транспорта «Псезуапе» в составе Российского императорского флота в разное время служили:
- лейтенант, а с 8 (20) сентября 1859 года капитан-лейтенант В. П. Шмидт (1857—1862 годы)[7];
- капитан 2-го ранга И. С. Антипа (1862 год)[32];
- лейтенант О. В. Гор (1865 год)[33];
- капитан-лейтенант А. П. Тимирязев (1866—1869 годы)[34];
- капитан-лейтенант И. С. Шишкин (1870 год)[35];
- капитан 1-го ранга Д. Н. Кондогури (1871—1872 годы)[36];
- капитан-лейтенант М. Д. Крякин (1872—1873 годы)[37];
- капитан-лейтенант Г. Н. Федотов (с 5 (17) мая 1874 года до 1877 года)[4][38];
- капитан-лейтенант Н. В. Власьев (1878 год)[39];
- капитан-лейтенант Постников (с 11 (23) мая 1880 года до 10 (22) октября 1881 года)[40];
- капитан-лейтенант Е. П. Феодосьев (1883—1886 годы)[41];
- капитан 2-го ранга С. В. Полисадов (с 19 (31) марта 1888 до 1889 года)[источник не указан 1781 день];
- капитан 2-го ранга В. А. Баркарев (с 17 (29) апреля 1889 года до 1890 года)[42];
- капитан 2-го ранга А. П. фон Глазенап (с 18 (30) марта 1891 года)[43];
- капитан 2-го ранга Оржецкий (с 24 апреля (6 мая) 1892 года до 1 (13) ноября 1892 года)[40];
- капитан 2-го ранга Е. Н. Голиков (1893 год)[44];
- капитан 2-го ранга Е. П. Рогуля (1894 год)[45];
- капитан 2-го ранга В. Н. Юрковский (1895—1896 годы)[46];
- капитан 2-го ранга И. А. Сапсай (1898—1899 годы)[47];
- капитан 2-го ранга А. И. Мязговский (1899 год)[48];
- капитан 2-го ранга П. И. Новицкий (1899—1901 годы)[49];
- капитан 2-го ранга С. В. Константинов (1901 год)[50];
- капитан 2-го ранга И. Г. Васильев (с 13 (26) января 1903 года)[51];
- капитан 2-го ранга И. Г. Зражевский (с 17 (30) ноября 1903 года до 15 (28) ноября 1904 года)[52].